# Nhà máy lọc nước

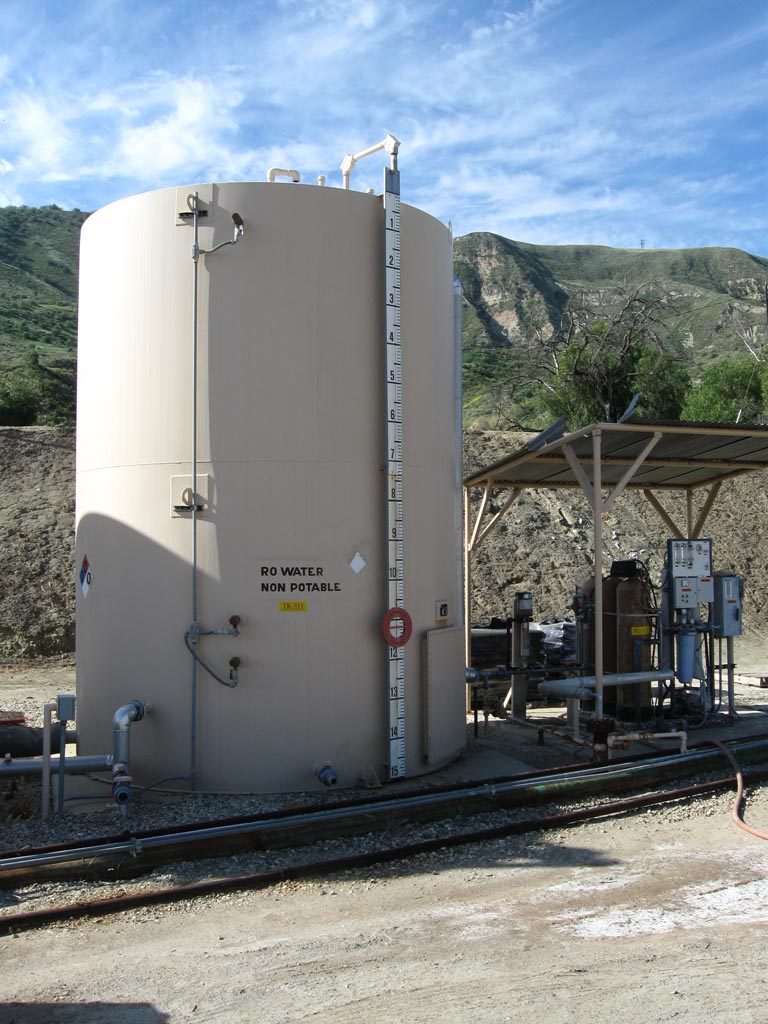
Một nhà máy lọc nước bằng phương pháp thẩm thấu ngược

Nhà máy lọc nước (Reverse osmosis plant) hay chính xác là hệ thống nhà máy lọc bằng phương pháp thẩm thấu ngược là một nhà máy sản xuất nơi diễn ra quá trình thẩm thấu ngược để lọc loại các tạp chất để cho ra nước tinh khiết để sử dụng. Thẩm thấu ngược là một quá trình phổ biến để làm sạch hoặc khử muối nước bị ô nhiễm bằng cách ép nước qua màng lọc. Nước được tạo ra bằng thẩm thấu ngược có thể được sử dụng cho nhiều mục đích khác nhau, bao gồm khử muối, xử lý nước thải, cô đặc chất gây ô nhiễm và phục hồi khoáng chất hòa tan. Một nhà máy lọc bằng phương pháp thẩm thấu ngược hiện đại trung bình cần sáu kilowatt-giờ điện để khử muối một mét khối nước. 
Quá trình này cũng tạo ra một lượng chất thải mặn. Thách thức đối với các nhà máy này là tìm cách giảm mức tiêu thụ năng lượng, sử dụng các nguồn năng lượng bền vững, cải thiện quy trình khử muối và đổi mới trong lĩnh vực quản lý chất thải để xử lý chất thải. Các nhà máy xử lý nước khép kín sử dụng thẩm thấu ngược, được gọi là thiết bị lọc nước thẩm thấu ngược, thường được sử dụng trong lĩnh vực quân sự. Nhà máy thẩm thấu ngược yêu cầu nhiều kỹ thuật xử lý trước bao gồm làm mềm, khử clo và xử lý chống cặn. Sau khi xử lý sơ bộ, áp suất cao sẽ đưa nước qua màng bán thấm, giữ lại tất cả các chất gây ô nhiễm nhưng vẫn cho phép nước tinh khiết đi qua. Nhu cầu năng lượng phụ thuộc vào nồng độ muối và chất gây ô nhiễm trong nước đầu vào, nồng độ cao hơn đòi hỏi nhiều năng lượng hơn để xử lý.
Công nghệ nhà máy lọc nước từ công nghệ máy lọc nước (Watermaker) là thiết bị được sử dụng để thu được nước uống bằng cách thẩm thấu ngược nước biển. Trong giới chèo thuyền và du thuyền, máy khử muối thường được gọi là "máy lọc nước". Các thiết bị này có thể tốn kém để mua và bảo trì, nhưng khá có giá trị vì chúng làm giảm nhu cầu về các bể chứa nước lớn cho một chuyến đi dài. Thuật ngữ máy lọc nước cũng có thể dùng để chỉ máy tạo nước trong khí quyển, một loại máy chiết xuất nước uống từ độ ẩm trong không khí bằng cách sử dụng chất làm lạnh hoặc chất hút ẩm. Nhiều phiên bản được sử dụng bởi các tàu du lịch đường dài trên biển. Tùy thuộc vào thiết kế, máy tạo nước có thể được cung cấp năng lượng bằng điện từ bộ pin, động cơ, máy phát điện xoay chiều hoặc vận hành bằng tay. Có một máy tạo nước di động, được kéo, chạy bằng nước có thể chuyển đổi sang vận hành bằng tay trong trường hợp khẩn cấp. Tất cả các máy lọc nước được thiết kế cho thuyền nhỏ và du thuyền đều dựa trên cùng một công nghệ, khai thác nguyên lý "thẩm thấu ngược": một máy bơm áp suất cao đẩy nước biển qua một màng cho phép nước nhưng không cho muối đi qua. So sánh phổ biến là so sánh với bộ lọc, tuy nhiên, vì các lỗ trên màng nhỏ hơn các phân tử natri clorua (muối) và thực sự nhỏ hơn vi khuẩn, và áp suất cần thiết là 45-50 bar, nên quá trình này phức tạp hơn nhiều so với bộ lọc nước thông thường hoặc bộ lọc dầu có trong động cơ ô tô.

## Hệ thống

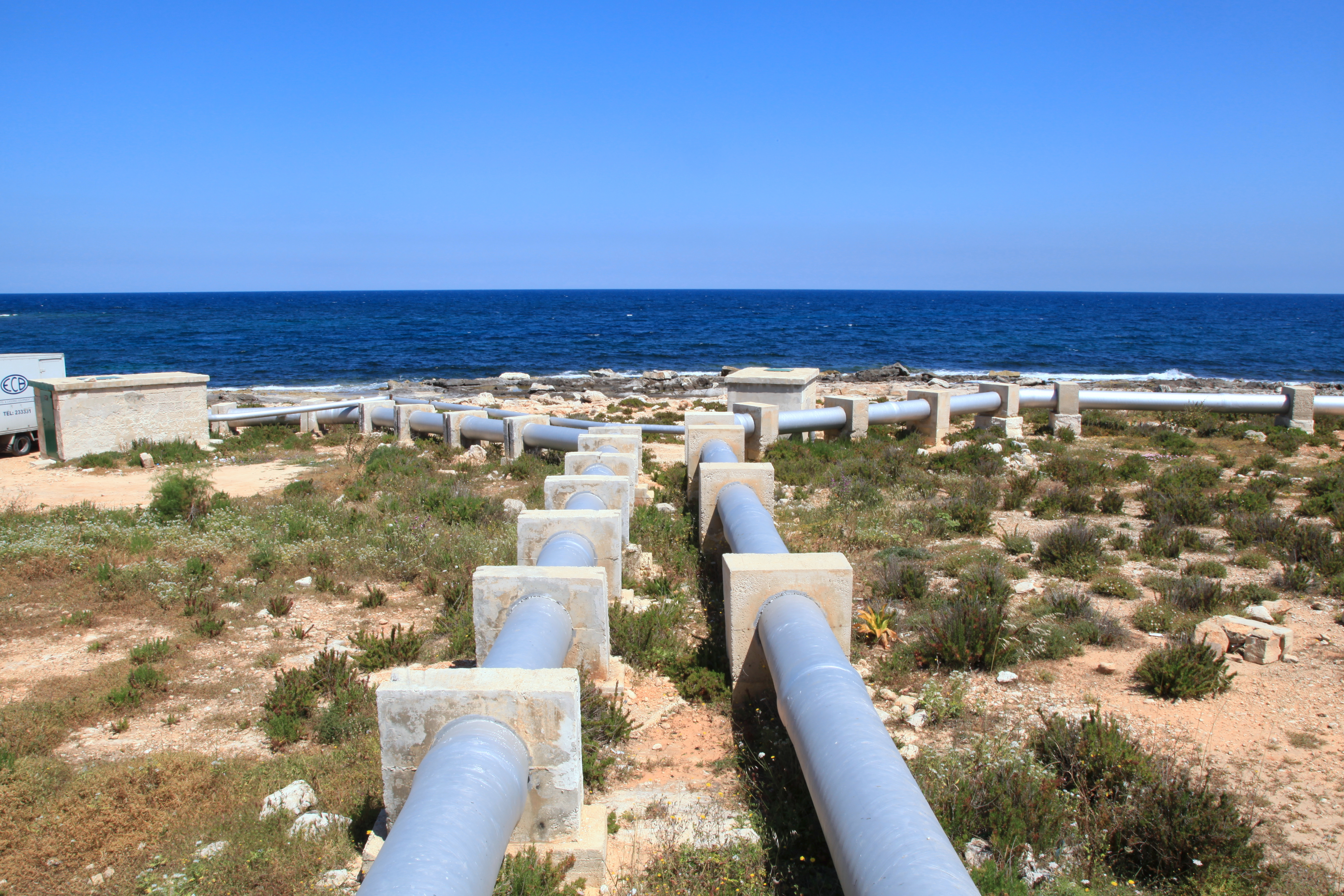
Hệ thống đường ống dẫn nước biển trực tiếp vào nhà máy khử muối

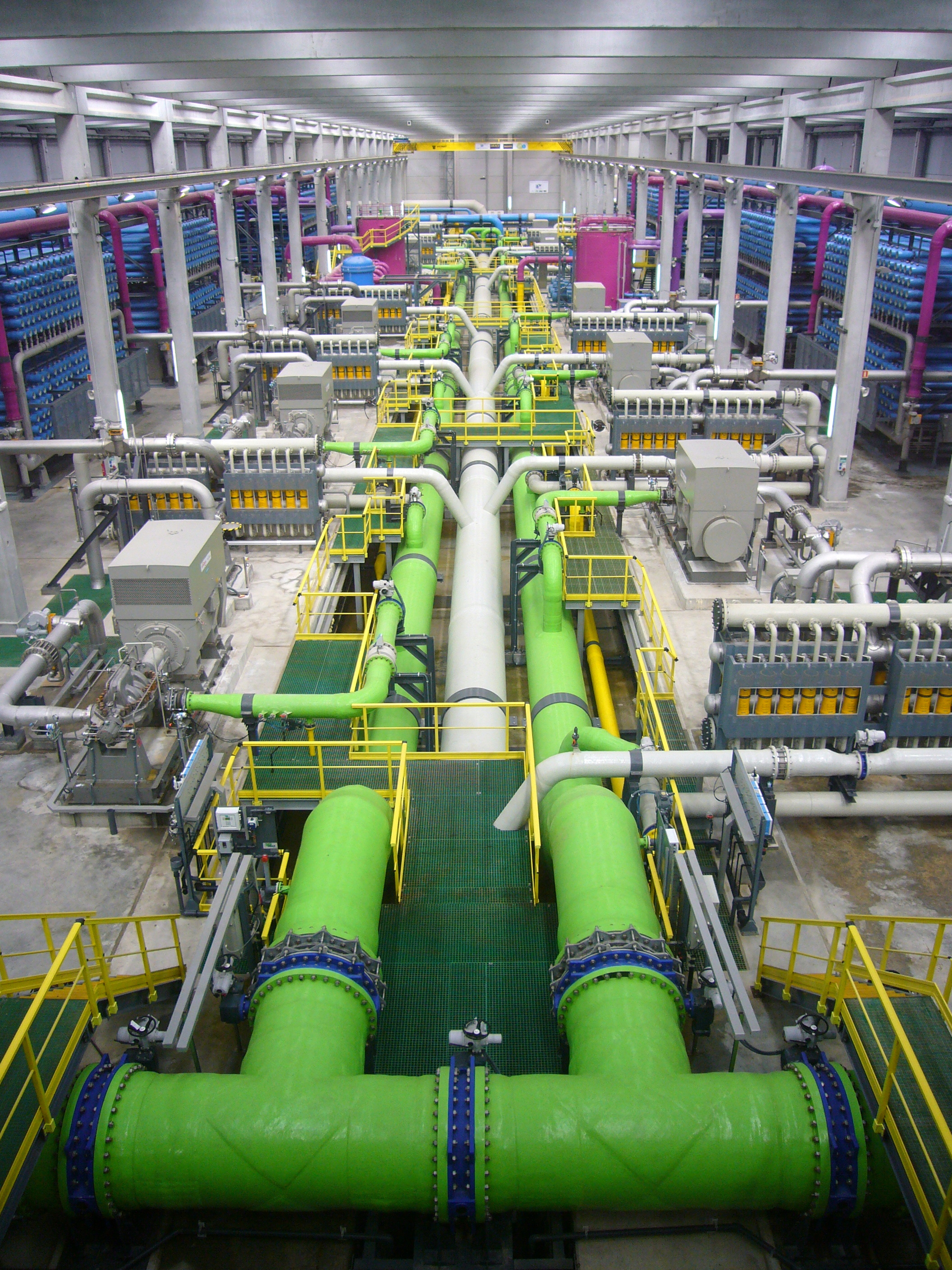
Bên trong một nhà máy khử muối

Năm 1977, vùng Cape Coral của Florida trở thành thành phố đầu tiên tại Hoa Kỳ sử dụng quy trình RO trên quy mô lớn với công suất hoạt động ban đầu là 11.356 m³ (3 triệu gallon) mỗi ngày. Đến năm 1985, do dân số Cape Coral tăng nhanh, thành phố này đã có nhà máy thẩm thấu ngược áp suất thấp lớn nhất thế giới, có khả năng sản xuất 56.782 m³ (15 triệu gallon) mỗi ngày. Tại Israel tại Ashkelon trên bờ biển Địa Trung Hải đã xây dựng và vận hành nhà máy thẩm thấu ngược lớn nhất thế giới đang sản xuất 396.000m³ nước mỗi ngày với chi phí tầm vào khoảng có thể là 0,50 đô la Mỹ mỗi m³ nước lọc được. Tại tỉnh Sindh của Pakistan, chính quyền tỉnh đã lắp đặt 382 nhà máy thẩm thấu ngược trong tỉnh, trong đó có 207 nhà máy được lắp đặt tại các khu vực cằn cỗi lạc hậu thưa thớt của vùng Sindh, bao gồm các quận Thar, Thatta, Badin, Sukkur, Shaheed, Benazirabad, Noshero, Feroz và các quận khác trong khi 726 nhà máy đang trong giai đoạn hoàn thiện bước cuối cùng để đi vào vận hành. 
Ở phía tây Ả Rập Xê Út tại vùng Yanbu cũng đã vận hành nhà máy lọc nước bằng phương pháp thẩm thấu ngược quy mô lớn với sản lượng bắt đầu vào năm 1999 với 106.904 m³ nước một ngày. Sau đó vào năm 2009 với một số nhà máy mở rộng quy mô và công suất từ đó sản lượng đạt tới 132.000 m³ nước một ngày. Tại Trung Quốc, một nhà máy khử muối đã được lên kế hoạch xây dựng tại Thiên Tân vào năm 2010, để sản xuất 100.000 m³ nước biển khử muối mỗi ngày. Tại Tây Ban Nha vào năm 2004 đã có 20 nhà máy lọc nước theo phương pháp thẩm thấu ngược đã được lên kế hoạch xây dựng dọc theo Costas với kỳ vọng đáp ứng được hơn 1% tổng nhu cầu nước sinh hoạt của Tây Ban Nha. Gần 17% lượng nước uống được cung cấp ở Perth của  Úc đến từ các nhà máy thẩm thấu ngược khử muối nước biển. Vùng Perth là ứng cử viên lý tưởng cho các nhà máy lọc nước thẩm thấu ngược vì nơi đây có khí hậu tương đối khô hanh và cằn cỗi, nơi nguồn nước ngọt thông thường rất khan hiếm, nhưng lại được bao quanh vây bọc của các đại dương. Tổng công ty Nước Tây Úc (Western Australia's Water Corporation) đã công bố khai trương nhà máy khử muối Perth vào tháng 4 năm 2005. Vào thời điểm đó, đây là nhà máy khử muối lớn nhất sử dụng công nghệ thẩm thấu ngược ở Nam bán cầu.